# Masacre de Pazigyi
La masacre de Pazigyi fue un asesinato masivo de civiles perpetrado por la Fuerza Aérea de Myanmar el 11 de abril de 2023 en la aldea de Pazigyi, municipio de Kanbalu, región de Sagaing, situada a 148,1 km al oeste de Mandalay, la segunda ciudad más grande de Myanmar. Durante la masacre, la Fuerza Aérea de Myanmar lanzó una serie de ataques aéreos en la ceremonia de inauguración de la Oficina de Administración Popular de la aldea de Pazigyi, en territorio en poder de las fuerzas de la resistencia y donde se había congregado una gran masa de civiles, matando, al menos, a 100 personas en el ataque más mortífero de la junta militar desde que tomó el poder en el golpe de Estado de 2021.

## Contexto
El 1 de febrero de 2021, las Fuerzas Armadas de Birmania (comúnmente llamadas Tatmadaw) dieron un golpe de Estado contra el gobierno democráticamente electo de la Liga Nacional para la Democracia. Poco después, el ejército estableció un Consejo Administrativo del Estado y declaró el estado de emergencia. En respuesta, ciudadanos de todo el país protagonizaron intensas protestas para pedir la restauración de la democracia.
El mayo de 2021, la resistencia civil desembocó en una guerra civil contra el Tatmadaw, que rechazó cualquier tipo de acuerdo. Pazigyi está ubicada en el corazón del territorio del pueblo bamar, que se ha convertido en uno de los focos más importantes de la rebelión. Es una pequeña aldea rural con poco más de doscientas casas, en la región de Sagaing, que hace frontera con la segunda ciudad más poblada del país, Mandalay.
A principios de abril de 2023, las tropas gubernamentales lanzaron una ofensiva militar en la región, con el objetivo de intimidar y someter a la resistencia local. El ejército quemó y saqueó aldeas, ejecutó civiles y expulsó a miles de personas del territorio. A fecha de febrero de 2023, catorce de los cincuenta municipios de Myanmar bajo ley marcial estaban en Sagaing.

## Masacre
El 11 de abril de 2023, unas ochocientas personas se reunieron en Pazingyi para celebrar la apertura de una oficina de administración de la Fuerza de Defensa del Pueblo, donde se repartió comida y té. El evento coincidió con el tercer día de festividades por el Año Nuevo Birmano. Durante la celebración, un caza JF-17 bombardeó el área, causando que reservas de munición cercanas estallaran. Poco después, un helicóptero abrió fuego indiscriminadamente sobre los civiles. El asaltó resultó en la muerte de más de 130 personas y dejó a otras 30 heridas, siendo muchas víctimas mujeres y niños.
Más tarde, a las 17:23, un helicóptero Mi-35 desplegado desde la base aérea de Tada-U lazó un segundo ataque en la aldea.
Durante la noche, el general Zaw Min Tun, portavoz de Consejo Administrativo del Estado, confirmó que el ataque había tenido lugar, pero no reveló el número de víctimas mortales.
Treinta y cuatro niños fueron asesinados durante el asalto, y muchos cuerpos fueron desmembrados o incinerados, de tal manera que hizo muy difícil su identificación. Todas las familias de la aldea perdieron de dos a cuatro familiares durante la masacre.

## Reacciones

### Respuesta internacional
- El secretario general de la ONU, António Guterres, hizo un comunicado el 11 de abril en el que condenaba con fuerza el ataque y pedía que los culpables fueran llevados ante la justicia.[17]
- La Asociación de Naciones de Asia Sudoriental emitió un comunicado el 13 de abril en el que condenaba el ataque, declarando que "todas las formas de violencia deben acabar inmediatamente, particularmente el uso de la fuerza contra civiles", y reiteraba el consenso de cinco puntos acordado en abril de 2021.[18]
- El Departamento de Estado de EEUU expresó gran preocupación por los ataques aéreos e instó al régimen de Myanmar a acabar con la violencia.[19][20]
- El jefe de Gabinete del gobierno de Japón, Hirozaku Matsuno, condenó enérgicamente la violencia y pidió el cese de la violencia y la restauración de la democracia.[21]

### Respuesta nacional
El Gobierno de Unidad Nacional ordenó que las banderas de la Fuerza de Defensa del Pueblo ondearan a media asta para honrar a las víctimas. El Comité Representante de la Asamblea de la Unión emitió un comunicado en el que alertaba a la comunidad internacional de que, si no toma medidas contra el Tatmadaw, incontables ciudadanos birmanos continuarán muriendo. El Ministerio de Defensa de la oposición declaró que la masacre constituía un crimen de guerra y juró que expulsaría al régimen militar lo más rápido posible. La ministra de Asuntos Exteriores de la oposición, Zir Man Aung, anunció que lucharía para que se hiciera justicia por los habitantes de Pazigyi.